# Progresivni rok
Progresivni rok (skraćeno "prog rock" ili jednostavno "prog") je vrsta rok muzike u kojoj je vidljiv snažan uticaj džeza, klasike i keltskog folka. Nastao je u Britaniji i kontinentalnoj Evropi, i ostao je pretežno britanski i evropski muzički pokret. Izvođači progresivnog roka osećali su se sputani dominacijom "radijske" rok muzike pa su progresivnim rokom pokušali dostići kompleksnost i sofistifikovanost džeza i klasične muzike. Izvođači i publika skoro su bez izuzetka poticali iz belačke srednje klase, dok radnička klasa toga doba uglavnom nije slušala ovaj pravac, što će u drugoj polovini sedamdesetih postati važnim "argumentom" pank-rok supkulture, a protiv estetike progresivnog roka.
Glavna obeležja progresivnog roka su:
- duge kompozicije (ponekad i preko 20 minuta)
- neobične melodije i harmonije
- konceptualni albumi
- upotreba za rok muziku nestandardnih instrumenata
- neobične ritmičke figure
- solo deonice za gotovo svaki instrument